# AB4ü Bay 07
Bei den Pfälzischen AB4ü von 1907 handelt es sich um vierachsige Abteilwagen mit Seitengang für Schnellzüge nach dem Musterblatt 015 aus dem Wagenstandsverzeichnis von 1913 für das pfälzische Netz der Königlich Bayerischen Eisenbahnen.

## Geschichte/Beschaffung
Mit dem vermehrten Aufkommen der überregionalen Reisezüge und Schnellzüge im ersten Jahrzehnt nach 1900 mussten sich auch die Pfälzischen Eisenbahnen damit auseinandersetzen, entsprechende Wagentypen für diese Zuggattungen zur Verfügung stellen zu können. Insbesondere der mit den benachbarten Bahnen vereinbarte Wagenausgleich veranlasste die Pfalzbahn dazu, ebenfalls Wagen für den gehobenen Reisezugverkehr zu beschaffen. Als Wagen für die 1. und 2. Klasse wurden daher 1907 insgesamt vier Wagen dieses Typs beschafft.

## Einsatz
Gemäß dem bei den Pfälzischen Eisenbahnen geltenden Nummernschema wurde dieser Wagentyp von der Pfälzischen Ludwigsbahn beschafft. Es kann somit vermutet werden, dass sie ihren Einsatz in den hochwertigen Schnellzügen der jeweiligen Relationen fanden. Dazu gehörten Relationen wie Saarbrücken–Landau–Bruchsal–München oder auch Saarbrücken–Ludwigshafen–Frankfurt.

## Verbleib
Mit der Eingliederung der Pfalzbahn in die Bayerische Staatsbahn 1909 wurden auch diese Wagen übernommen. 1920 kamen die Wagen dann zur Gruppenverwaltung Bayern der Reichsbahn und wurden der Direktion Ludwigshafen unterstellt. Sie erhielten dort die Gattungskennung AB4ü Bay 07. Der weitere Verbleib ist nicht bekannt, da bei der Reichsbahn keine gesonderten Daten für die ehemaligen pfälzischen Wagen geführt wurden.

## Konstruktive Merkmale

### Untergestell
Der Rahmen bestand aus Holz und genieteten Walzprofilen. Die äußeren Längsträger waren aus Holz mit einer Beplankung aus Eisen. Zur Bauzeit der Wagen galt diese Bauweise als beste Form für einen größtmöglichen Fahrkomfort. Zur Unterstützung des Wagenkastens auf Grund des großen Drehzapfenabstandes wurde ein Sprengwerk aus Profilen und Säulenständern in der Ebene der äußeren Längsträger eingebaut. Als Zugeinrichtung hatten die Wagen Schraubenkupplungen mit Sicherheitshaken nach VDEV, die Zugstange war durchgehend und mittig gefedert. Als Stoßeinrichtung besaßen die Wagen zweifach geschlitzte Korbpuffer mit einer Einbaulänge von 650 mm. Die Pufferteller hatten einen Durchmesser von 400 mm. Diese wurden später teilweise durch Hülsenpuffer ersetzt.

### Laufwerk
Zur Verbesserung der Laufruhe wurden bei diesen Wagen die Drehgestelle bayerischer Bauart mit langem Radstand von 3.500 mm eingesetzt. Diese hatten einen aus Blechen und Winkeln genieteten Rahmen. Gelagert waren die Achsen in Gleitachslagern. Die Räder hatten Speichenradkörper und einen Raddurchmesser von 1.014 mm. Neben einer Handbremse kamen zwei Systeme von Druckluftbremsen zum Einsatz, die den Übergang zu benachbarten Bahngesellschaften ermöglichten.

### Wagenkasten
Der Rahmen des Wagenkastens bestand aus einem hölzernen Ständerwerk, innen mit Holz, außen mit Blech beplankt. Die geraden Seitenwände waren bis über die äußeren Längsträger heruntergezogen. An beiden Wagenenden gab es durch Faltenbälge geschlossene Übergänge, die Eingangstüren waren eingezogen. Die Wagen besaßen ein flaches Tonnendach auf dem sich an beiden Wagenenden eine Einfüllöffnung für die Wasserbehälter der Toiletten befanden.
An beiden Wagenenden besaß der Wagen eine Toilette, an einem Wagenende zusätzlich ein Urinal. Die Abteile waren mit Türen gegen den seitlichen Durchgang abgetrennt. Die beiden Abteile der ersten Klasse befanden sich an dem einen Wagenende, die Abteile der 2. Klasse folgten.

### Ausstattung
Die Beleuchtung war elektrisch, der Stromerzeuger ein Dynamo an einem Drehgestell. Der Strom wurde über einen Puffer-Akku, der unter dem Wagenkasten hing verteilt. Beheizung erfolgte über Dampfheizung die durch eine durchgehende Dampfleitung versorgt wurde.
Zur Belüftung hatten die Wagen Fenster mit Metallrahmen in die Lüftungsklappen eingebaut waren, ähnlich denen in Preußen oder Elsaß-Lothringen.

## Bemerkung
Beim Umbau 1930 wurden – wie auch bei anderen bayerischen Schnellzugwagen der gleichen Generation – Umbauten im Bereich der Toiletten und der elektrischen Anlage vorgenommen.

## Skizzen, Musterblätter, Fotos

Ansicht zu Blatt 15 aus WV von 1913

## Wagennummern
Die Daten sind dem Wagenpark-Verzeichnis der Kgl.Bayer.Staatseisenbahnen – Pfälzisches Netz, aufgestellt nach dem Stande vom 31. März 1913, sowie den Büchern von Emil Konrad (Reisezugwagen der deutschen Länderbahnen, Band II) und  Albert Mühl (Die Pfalzbahn) entnommen.
| Blatt-Nr. Herstelld. | Blatt-Nr. Herstelld. | Gattungszeichen je Epoche Wagennummern je Epoche (mit Direktionsangaben) | Gattungszeichen je Epoche Wagennummern je Epoche (mit Direktionsangaben) | Gattungszeichen je Epoche Wagennummern je Epoche (mit Direktionsangaben) | Gattungszeichen je Epoche Wagennummern je Epoche (mit Direktionsangaben) | Gattungszeichen je Epoche Wagennummern je Epoche (mit Direktionsangaben) | Gattungszeichen je Epoche Wagennummern je Epoche (mit Direktionsangaben) | Gattungszeichen je Epoche Wagennummern je Epoche (mit Direktionsangaben) | Gattungszeichen je Epoche Wagennummern je Epoche (mit Direktionsangaben) | Fahrwerk      | Fahrwerk | Fahrwerk                  | Fahrwerk                  | Fahrwerk                  | Ausstattung               | Ausstattung               | Ausstattung                                         | Ausstattung                                         | Ausstattung                                         | Ausstattung                                         | Ausstattung                                         | Ausstattung | Ausstattung | Zusatzinfos    | Zusatzinfos |
| Bau- jahr            | Her- steller         | ab 1875                                                                  | ab 1907                                                                  | Rep. 1919                                                                | DR (ab 1923)                                                             | DRG (ab 1930)                                                            | DRG n. Umbau                                                             | Ausge- mustert                                                           | letzt. Heimat-Bf.                                                        | Anz. Ach- sen | LüP      | Unt. Gest.                | LA.                       | Brem- sen                 | Bl.                       | Hz.                       | Art u.Anz. Abteile (Sitze je Klasse) [Mil. Nutzung] | Art u.Anz. Abteile (Sitze je Klasse) [Mil. Nutzung] | Art u.Anz. Abteile (Sitze je Klasse) [Mil. Nutzung] | Art u.Anz. Abteile (Sitze je Klasse) [Mil. Nutzung] | Art u.Anz. Abteile (Sitze je Klasse) [Mil. Nutzung] | Mil.        | Mil.        | Sig- nal- hlt. | Bemerkung   |
| Blatt-Nr. 15         | Blatt-Nr. 15         | A.B.                                                                     | ABB                                                                      |                                                                          | AB4ü Bay 07                                                              |                                                                          | AB4ü Bay 07/30                                                           |                                                                          |                                                                          |               |          | (siehe jeweilige Legende) | (siehe jeweilige Legende) | (siehe jeweilige Legende) | (siehe jeweilige Legende) | (siehe jeweilige Legende) | A                                                   | 1.                                                  | 2.                                                  | 3.                                                  | 4.                                                  | O           | M           |                | Ludwigsbahn |
| -------------------- | -------------------- | ------------------------------------------------------------------------ | ------------------------------------------------------------------------ | ------------------------------------------------------------------------ | ------------------------------------------------------------------------ | ------------------------------------------------------------------------ | ------------------------------------------------------------------------ | ------------------------------------------------------------------------ | ------------------------------------------------------------------------ | ------------- | -------- | ------------------------- | ------------------------- | ------------------------- | ------------------------- | ------------------------- | --------------------------------------------------- | --------------------------------------------------- | --------------------------------------------------- | --------------------------------------------------- | --------------------------------------------------- | ----------- | ----------- | -------------- | ----------- |
| 1907                 |                      |                                                                          | 1 758                                                                    |                                                                          | Lu 21 020                                                                |                                                                          | Lu 13 402                                                                |                                                                          |                                                                          | 4             | 19.800   | HE E                      |                           | Pl Wsbr Hsbr              | El                        | D                         | 3                                                   | 2 (8)                                               | 5 (30)                                              |                                                     |                                                     | 42          |             |                |             |
| 1907                 |                      | 1 759                                                                    |                                                                          | Lu 21 021                                                                |                                                                          | LU 13 403                                                                |                                                                          |                                                                          |                                                                          | 4             | 19.800   | HE E                      |                           | Pl Wsbr Hsbr              | El                        | D                         | 3                                                   | 2 (8)                                               | 5 (30)                                              |                                                     |                                                     | 42          |             |                |             |
| 1907                 |                      | 1 760                                                                    |                                                                          | Lu 21 022                                                                |                                                                          | LU 13 404                                                                |                                                                          |                                                                          |                                                                          | 4             | 19.800   | HE E                      |                           | Pl Wsbr Hsbr              | El                        | D                         | 3                                                   | 2 (8)                                               | 5 (30)                                              |                                                     |                                                     | 42          |             |                |             |
| 1907                 |                      | 1 761                                                                    |                                                                          | Lu 21 023                                                                |                                                                          | LU 13 405                                                                |                                                                          |                                                                          |                                                                          | 4             | 19.800   | HE E                      |                           | Pl Wsbr Hsbr              | El                        | D                         | 3                                                   | 2 (8)                                               | 5 (30)                                              |                                                     |                                                     | 42          |             |                |             |